# Gonzalo Pizarro
Pour les articles homonymes, voir Pizarro.
Gonzalo Pizarro, né en 1502 à Trujillo  et mort le 10 avril 1548 à Cuzco, était un conquistador espagnol qui a conquis l'empire inca. Il était le jeune frère de Francisco Pizarro.

## Biographie
Gonzalo Pizarro accompagne, en 1532, son frère Francisco durant sa troisième expédition pour la conquête du Pérou. Ils sont quatre frères ; en plus de Francisco, il est le frère d'Hernándo Pizarro et de Juan Pizarro. Il est l'un des lieutenants de Francisco et est également connu pour être un des conquistadors les plus corrompus, brutaux et impitoyables du nouveau continent.
L'empereur Inca, Atahualpa est capturé dans la bataille de Cajamarca, il est ensuite exécuté le 29 août 1533 après quoi les frères Pizarro continuent leur avancée vers Cuzco, la capitale Inca.
Entre Francisco Pizarro et Diego de Almagro, des désaccords surgissent concernant leur attitude sur le continent Inca qu'ils viennent de conquérir. En conséquence, Almagro quitte Cuzco en 1534 et le roi d'Espagne Charles V lui demande d'explorer la région méridionale du Pérou (maintenant le Chili) pour y trouver des trésors. Après son départ, Gonzalo et Juan sont nommés, par Francisco, soldats de la garnison de Cuzco sans que Diego de Almagro le sache.
Gonzalo et Juan Pizarro prennent le commandement de Cuzco et veillent à ce que leurs règles soient respectées. Pendant ce temps, Francisco explore la côte occidentale du Pérou et fonde, en 1535, la ville de Lima. Gonzalo, Juan et Hernándo ne se gênent pas pour régner en dictateurs, utilisant la corruption et la brutalité jusqu'à torturer et exécuter ceux qui refusent de se plier aux règles espagnoles. À cause de toutes ces règles, l'Inca Manco Inca commence à mener sa rébellion ; il lutte pour l'égalité des droits et exige la suppression des règles Espagnoles. Il combat les Espagnols dans un certain nombre de batailles et s'empare temporairement de Cuzco le 6 mai 1536. Mais ils seront par la suite battus par une armée espagnole plus forte et dirigée par Gonzalo et Juan.
Quand Diego de Almagro revient du Chili déçu de n'avoir rien trouvé, il capture en 1537 Gonzalo Pizarro et Hernándo. Par la suite, ils arrivent à s'échapper et rejoignent Francisco Pizarro à Lima. Quand ils apprennent qu'Almagro veut prendre le commandement de Cuzco, ils partent se battre contre lui dans la bataille de Las Salinas en avril 1538. Au cours de ces évènements, Almagro part à Lima pour négocier avec Francisco sur l'attribution du commandement de Cuzco. Cependant, Gonzalo et Hernándo ont entendu parler des intentions d'Almagro. Ils montent un tribunal contre lui et le condamnent pour trahison. Diego de Almagro est exécuté le 8 juillet 1538 sur ordre d'Hernándo.

### Expéditions avec Francisco de Orellana
En 1541, Gonzalo est déclaré gouverneur de Quito. Sur ordre de Francisco Pizarro, il doit mener une expédition à l'est de Quito avec Francisco de Orellana dans le but de découvrir de la cannelle, dans la légendaire Canela. Pour cela, Gonzalo peut recruter jusqu'à 220 Espagnols et 4 000 indigènes de Quito. Le sous-commandant, Orellana, est envoyé à Guayaquil dans le but de recruter plus de troupes et d'obtenir plus de chevaux. Gonzalo Pizarro et ses hommes quittent Quito en février 1541, un mois avant qu'Orellana revienne avec 23 hommes supplémentaires et plusieurs chevaux. Ils se rencontrent cependant en mars dans la vallée de Zumaco et commencent leur marche à travers les Andes. Après avoir suivi les fleuves Coca et Napo, ils commencent à manquer de provisions. Environ 140 Espagnols sur les 220 et 3 000 indigènes sur les  4 000 meurent. En février 1542, ils prennent une décision. Orellana va, avec 50 hommes, continuer à naviguer vers le sud du fleuve Napo à la recherche de nourriture. Se rendant compte que son expédition est un échec Gonzalo fait brûler et dévorer ses guides indiens puis décide de prendre la route du nord pour rejoindre Quito avec les 80 hommes restants (prendre le temps de revoir les chiffres car ne colle pas) , laissant ainsi le succès à Orellana qui finit par découvrir et explorer le fleuve Amazone.

### Dernières années
À son retour à Quito, Gonzalo apprend que les almagristes (les partisans d'Almagro) menés par Almagro le Jeune, le fils de Diego de Almagro, ont assassiné Francisco Pizarro le 26 juin 1541 pour se venger d'avoir tué Diego de Almagro. L'envoyé spécial de Charles Quint, Vaca de Castro arrive au Pérou pour mettre fin à cette dispute. L'offre de Gonzalo Pizarro pour la capture des responsables de la mort de son frère est refusée.
Le roi Charles Quint nomme alors Blasco Núñez Vela, premier vice-roi du Pérou en 1544. Núñez propose des nouvelles lois aidé de Bartolomé de Las Casas ; ces lois protègent les indigènes. Plusieurs des conquistadors habitant au Pérou sont contre ces lois, car cela signifie qu'ils ne pourront plus utiliser les indigènes comme esclaves. Gonzalo Pizarro et Francisco de Carvajal mettent alors en place une armée de partisans avec la ferme intention de supprimer ces lois et mettent Núñez en échec en 1546, Núñez est de plus décapité par les partisans de Pizarro, qui exhibent sa tête sur la place centrale de Quito.
Cependant, le soutien pour Gonzalo diminue lorsque le nouveau représentant du roi, Pedro de la Gasca, arrive en proposant d'abroger ces nouvelles lois. La majeure partie de l'armée de Gonzalo déserte juste avant la bataille la plus importante qui aurait déterminé le destin de la conquête. N'ayant plus aucun support de l'armée, Gonzalo se rend et sera décapité en 1548.